# Chorwaccy arcymistrzowie szachowi
Lista chorwackich szachistów, posiadających tytuły arcymistrzów (GM) i arcymistrzyń (WGM), zarówno w grze klasycznej, korespondencyjnej, kompozycji szachowej, jak i w rozwiązywaniu zadań szachowych oraz tytuły arcymistrzów honorowych (HGM), przyznawanych za osiągnięcia w przeszłości. Obejmuje także zawodników, którzy barwy Chorwacji reprezentowali tylko w pewnym okresie swojego życia.

## Szachy klasyczne

### arcymistrzowie
| Zawodnicy            | Rok urodzenia | Rok śmierci | Rok nadania | Uwagi                                                |
| -------------------- | ------------- | ----------- | ----------- | ---------------------------------------------------- |
| Anić, Darko          | 1957          |             | 2001        | wcześniej Jugosławia, obecnie Francja                |
| Bosiočić, Marin      | 1988          |             | 2008        |                                                      |
| Brkić, Ante          | 1988          |             | 2007        |                                                      |
| Cebalo, Mišo         | 1945          |             | 1985        | wcześniej Jugosławia                                 |
| Cvitan, Ognjen       | 1961          |             | 1987        | wcześniej Jugosławia                                 |
| Damjanović, Mato     | 1927          | 2011        | 1964        | również Jugosławia                                   |
| Dizdar, Goran        | 1958          |             | 1991        | wcześniej Jugosławia                                 |
| Dizdarević, Emir     | 1958          |             | 1988        | wcześniej Jugosławia, obecnie Bośnia i Hercegowina   |
| Ferčec, Nenad        | 1961          |             | 2007        | wcześniej Jugosławia                                 |
| Fuderer, Andrija     | 1931          | 2011        | 1990        | wcześniej Jugosławia, obecnie Belgia; tytuł honorowy |
| Hulak, Krunoslav     | 1951          | 2015        | 1976        | wcześniej Jugosławia                                 |
| Janković, Alojzije   | 1983          |             | 2006        |                                                      |
| Jovanić, Ognjen      | 1978          |             | 2007        |                                                      |
| Jovanović, Zoran     | 1979          |             | 2006        |                                                      |
| Klarić, Zlatko       | 1956          |             | 1983        | wcześniej Jugosławia                                 |
| Komljenović, Davorin | 1944          |             | 1991        | wcześniej Jugosławia                                 |
| Kovačević, Vlatko    | 1942          |             | 1976        | wcześniej Jugosławia                                 |
| Kožul, Zdenko        | 1966          |             | 1989        | wcześniej Jugosławia oraz Bośnia i Hercegowina       |
| Kuljašević, Davorin  | 1986          |             | 2010        |                                                      |
| Kurajica, Bojan      | 1947          |             | 1974        | wcześniej Jugosławia, obecnie Bośnia i Hercegowina   |
| Lalić, Bogdan        | 1964          |             | 1988        | wcześniej Jugosławia i Anglia                        |
| Leventić, Ivan       | 1970          |             | 2005        | wcześniej Jugosławia                                 |
| Marović, Dražen      | 1938          |             | 1975        | wcześniej Jugosławia                                 |
| Martinović, Saša     | 1991          |             | 2011        |                                                      |
| Minić, Dragoljub     | 1937          | 2005        | 1991        | wcześniej Jugosławia; tytuł honorowy                 |
| Muše, Mladen         | 1963          |             | 2001        | wcześniej RFN i Niemcy                               |
| Nemet, Ivan          | 1943          | 2007        | 1978        | również Jugosławia i Szwajcaria                      |
| Nikolac, Juraj       | 1932          |             | 1979        | wcześniej Jugosławia                                 |
| Palac, Mladen        | 1971          |             | 1993        | wcześniej Jugosławia                                 |
| Pavasovič, Duško     | 1976          |             | 1999        | wcześniej Jugosławia, obecnie Słowenia               |
| Rogić, Davor         | 1971          |             | 2006        | wcześniej Jugosławia                                 |
| Šarić, Ante          | 1984          |             | 2007        |                                                      |
| Šarić, Ivan          | 1990          |             | 2008        |                                                      |
| Sermek, Dražen       | 1969          |             | 1994        | wcześniej Jugosławia i Słowenia                      |
| Stević, Hrvoje       | 1980          |             | 2002        |                                                      |
| Šulava, Nenad        | 1962          | 2019        | 2000        | wcześniej Jugosławia                                 |
| Udovčić, Mijo        | 1920          | 1984        | 1962        | również Jugosławia                                   |
| Žaja, Ivan           | 1965          |             | 2001        | wcześniej Jugosławia                                 |
| Zelčić, Robert       | 1965          |             | 1997        | wcześniej Jugosławia                                 |

### arcymistrzynie
| Zawodniczki           | Rok urodzenia | Rok śmierci | Rok nadania | Uwagi                     |
| --------------------- | ------------- | ----------- | ----------- | ------------------------- |
| Gołubienko, Walentina | 1990          |             | 2007        | wcześniej Rosja i Estonia |
| Medić, Mirjana        | 1964          |             | 1999        | wcześniej Jugosławia      |
| Stock, Lara           | 1992          |             | 2008        | wcześniej Niemcy          |

## Szachy korespondencyjne

### arcymistrzowie
| Zawodnicy          | Rok urodzenia | Rok śmierci | Rok nadania | Uwagi         |
| ------------------ | ------------- | ----------- | ----------- | ------------- |
| Keglević, Pavao    | 1940          | 1978        |             | + mistrz FIDE |
| Ljubičić, Ante     | ?             |             | 2007        |               |
| Ljubičić, Leonardo | 1966          |             | 2011        |               |

### arcymistrzynie
| Zawodniczki  | Rok urodzenia | Rok śmierci | Rok nadania | Uwagi |
| ------------ | ------------- | ----------- | ----------- | ----- |
| Zelčić, Maja | 1967          | 2005        |             |       |

## Kompozycja szachowa

### arcymistrzowie
| Zawodnicy          | Rok urodzenia | Rok śmierci | Rok nadania | Uwagi |
| ------------------ | ------------- | ----------- | ----------- | ----- |
| Bartolović, Hrvoje | 1932          | 1980        | 2005        |       |
| Petrović, Nenad    | 1907          | 1976        | 1989        |       |